# Brutal
«Brutal» (estilizado en minúsculas) es una canción interpretada por la cantautora estadounidense Olivia Rodrigo. Fue lanzado a la radio italiana contemporánea a través de Universal Music Italia el 3 de septiembre de 2021, como el cuarto sencillo del álbum debut de Rodrigo, Sour. "Brutal" fue escrita por Rodrigo y su productor Dan Nigro.
Tiene melodía de rock alternativo, grunge y pop-punk, "Brutal" está impulsada por una instrumentación de hard rock que consta de guitarras eléctricas descaradas y baterías. Se aprecia claramente la influencia de Sepultura en su sencillo "Roots Bloody Roots". Sus letras expresan el miedo, las preocupaciones y las frustraciones de Rodrigo cuando era un adolescente que entraba en la edad adulta. Un video musical que acompaña a la canción fue lanzado el 23 de agosto de 2021. Incorpora elementos visuales pesados de las décadas de 1990 y 2000, especialmente los videojuegos de la época, al tiempo que ilustra la "angustia adolescente". Comercialmente, la canción alcanzó el top 20 en varios países. En los Estados Unidos, aterrizó en el número 12 en el Billboard Hot 100 y encabezó la Lista de Rock Songs & Alternative Songs.

## Desarrollo y lanzamiento
"Brutal" es una de las once canciones del álbum debut de Olivia Rodrigo "Sour". La canción resiente la idea de que los años de la adolescencia sean sus mejores años y comparte un sentimiento de frustración adolescente. Fue escrito por Rodrigo y el productor de la canción Dan Nigro. Se ha descrito como una canción de pop-punk, pop rock, alt-rock, y grunge con elementos de indie rock y punk.
"Brutal" presenta un riff de guitarra similar al de la canción de 1978 «Pump It Up» de Elvis Costello, lo que lleva a acusaciones de plagio. Costello, quien citó «Subterranean Homesick Blues» de Bob Dylan como inspiración para "Pump It Up", respondió a un tuit sobre el tema: 

"Esto está bien para mí ... así es como el rock and roll funciona. Tomas los pedazos rotos de otra emoción y haces un juguete nuevo. Eso es lo que hice"
Elvis Costello.

## Recepción crítica
Larisha Pablo de Billboard describió Brutal como una apertura "brillante" y "brillante", y el resto de la canción como "rock sucio". Jules Lefevre, escribiendo para Junkee, describió la canción como "infinitamente agradable", y describió la voz de Rodrigo como "despedida". Angie Martoccio de Rolling Stone comparó Rodrigo, en la canción a 'un adolescente retransmitiendo un chisme excitada en un teléfono de disco'. Olivia Horn de Pitchfork especuló sobre si "Brutal" está "superando las expectativas sobre el tipo de sonidos hacia los que [Rodrigo] podría gravitar" y lo describe como parte de la dirversión"

## Actuación comercial
Después del lanzamiento de SOUR, "Brutal" debutó en el número 12 en el Billboard Hot 100 de Estados Unidos y debutó en la cima de la lista Billboard Rock Song & Alternative Songs.

## Uso en los medios
"Brutal" apareció en el montaje de apertura de Hockey Night en la cobertura de Canadá del Juego Dos de las Finales de la Copa Stanley 2021 entre los Montreal Canadiens y los Tampa Bay Lightning. La canción también sirvió de banda sonora para el primer tráiler de "Yo sé lo que hicisteis el último verano" de Amazon Prime Video.

## Posicionamiento en las lista
| lista (2021)                                            | posición |
| ------------------------------------------------------- | -------- |
| Australia (ARIA)                                        | 12       |
| Canadá (Canadian Hot 100)                               | 13       |
| República Checa (Singles Digitál Top 100)               | 48       |
| Global 200 (Billboard)                                  | 11       |
| Grecia (IFPI)                                           | 38       |
| Lituania (AGATA)                                        | 93       |
| Nueva Zelanda (Recorded Music NZ)                       | 8        |
| Portugal (AFP)                                          | 14       |
| Singapur (RIAS)                                         | 22       |
| Eslovaquia (Singles Digitál Top 100)                    | 53       |
| España (Top 100 Canciones)                              | 78       |
| Suecia Heatseeker (Sverigetopplistan)                   | 7        |
| Estados Unidos Billboard Hot 100                        | 64       |
| Estados Unidos Hot Rock & Alternative Songs (Billboard) | 1        |